# 1320
1320 (MCCCXX) je bilo prestopno leto, ki se je po julijanskem koledarju začelo na torek.

## Dogodki
- 20. januar - Krakov: za novega poljskega kralja je kronan Vladislav I.
- 25. januar - Danski velikaši izvolijo Krištofa II., sina Erika V., za novega danskega kralja. Prisilijo ga v podpis dokumenta, s katerim se pravzaprav odpove vladanju (Haandfæstning). Novemu kralju izpraznijo kraljevo zakladnico, ga prisilijo v poplačilo očetovih dolgov in hkrati drastično omejijo zmožnost pobiranja davkov. Danska dejansko razpade na vrsto plemiških in cerkvenih oligarhij. 1326 ↔
- 1. marec - Umrlega mongolskega velikega kana Ajurbarvado nasledi najstarejši sin Šidebala,[1] ki pa je zgolj marionetni vladar. De facto oblast prevzame njegova babica, cesarica-vdova Dagi. 1322 ↔

- 6. april - Škotski parlament objavi Arbroathsko deklaracijo, s katero razglasijo neodvisnost od Anglije in samostojnost škotskega kralja od angleškega. Deklaracija je rezultat obširne diplomatske kampanje, ki jo je zagnal škotski kralj Robert Bruce skupaj z zborom škotskih plemičev in cerkvenih dostojanstvenikov (parlament). V prvi vrsti je namenjena papežu Janezu XXII., da prizna politično stvarnost in prekliče izobčenje Roberta Brucea za umor rivala Johna Comyna leta 1306. Za škotsko diplomatsko kampanjo izvedo Angleži, ki papeža prepričajo, naj se ne vtika v njihove stvari. 1328 ↔
- 5. maj - Umrlega mainškega nadškofa[2] in volilnega kneza Petra iz Aspelta, ki je zastopal interese Luksemburžanov, nasledi Matija iz Buchegga.
- 29. maj - Aleksandrija: umrlega koptskega papeža Janeza VIII. nasledi Janez IX.
- 6. julij - Poroka med ogrskim kraljem Karlom I.[3] in poljsko princeso Elizabeto Poljsko.
- 20. julij - Umrlega kralja Kilikijske Armenije Ošina nasledi sin Leon IV.
- Bizantinski cesarjevič Andronik III., sin so-cesarja Mihaela IX. Paleologa, nenamerno ubije svojega brata Manuela, s katerim sta se sprla. Neutolaženi oče žaluje in zanemari vladarske dolžnosti. ↓
- 12. oktober → Umre bizantinski so-cesar Mihael IX. Paleolog, sin cesarja Andronika II., ki s tem izgubi pomembno vojaško oporo. Dedek in aktualni cesar Andronik II. vnuku in prav tako so-cesarju Androniku III., ki je z ubojem svojega brata postal edini dedič cesarstva, očita odgovornost za nastale razmere in ga razlasti. 1321 ↔
- Hudo bolan srbski kralj Štefan Nemanjić pomilosti svojega sina, kronskega princa Štefana Dečanskega, ki ga je leta 1314 ukazal oslepiti in izgnati v Carigrad, kjer pa ga najverjetneje niso oslepili, ali vsaj ne popolnoma. 1321 ↔
- Bitka na reki Irpin: litvanska vojska pod vodstvom velikega kneza Gediminas premaga vojsko Kijevske kneževine in se polasti mesta.[4]
- Bizantinski guverner Moreje Andronik Asen, ki je vladal bizantinskemu delu Peloponeza[5] osvoji štiri ahajske baronije.
- Po smrti brandenburškega mejnega grofa Henrika II., ki je umrl brez naslednikov, izumre brandenburška veja Askanijcev. Brandenburško marko si prilasti nemški kralj Ludvik Bavarec.
- Drugi križarski pohod pastirčkov: neki normandijski mladoletni pastir, ki ga vodi Sveti duh, zbere več tisoč privržencev za križarski pohod proti španskim Mavrom. Vojska pastričkov prodira proti jugu Francije, napada prebivalstvo, ki se jim posmehuje, lokalne vladarje, ki jih poskušajo ovirati ter spotoma še uničujejo nezaščitene judovske skupnosti[6] Papež Janez XXII. izobči voditelja pohoda, aragonski kralj Jakob II. pa jim prepove vstop v njegovo kraljevino. Versko fanatični pastirčki kljub temu prečkajo Pireneje in izvršijo nekaj pogromov na Judi. Jakoba II. mine potrpljenje in pobije voditelje pohoda, nakar se množica pastirčkov razkropi. 1321 ↔
- Zlata horda: kan Uzbeg uniči zadnje ostanke šamanizma in budizma med mongolskim plemstvom Zlate horde, kar dokončno utrdi islam med mongolskim/tatarskim plemstvom Zlate horde.
- Mameluškega delhijskega sultana Mubarak Šaha umori njegov hindujski vezir Husro, ki se okliče za novega sultana. Večinsko muslimanski dvor pokliče na pomoč enega od muslimanskih emirjev Tuglaka, ki hitro opravi z uzurpatorjem in osnuje novo istoimensko dinastijo. 1325 ↔
- Umrlega inkovskega kralja mesta Cuzco Majata Kapaka nasledi sin Kapak Jupanki.
- Benečani razširijo pristanišče in industrijsko cono Arzenal, ki je prej pretežno nudil privez in oskrbo zasebnim ladjam. Z razširjenim pristaniščem in dobro varovanim pristaniščem dobi mestna republika stabilnejše temelje za nadaljnji ekonomski razvoj in vojaško ekspanzijo.

## Rojstva
- 8. april - Peter I., portugalski kralj († 1367)
- 25. maj - Togon Timur, mongolski veliki kan, kitajski cesar († 1370)

Neznan datum
- Adalbertus Ranconis de Ericinio, češki teolog († 1388)
- Albert Saksonski, nemški filozof in logik († 1390)
- Arigaba/cesar Tijanšun, mongolski vrhovni kan, kitajski cesar dinastije Yuan († 1328)
- Bertrand du Guesclin, bretonski vitez, francoski vojskovodja († 1380)
- Blanka Namurška, švedska in norveška kraljica († 1363)
- Chen Youliang, kitajski kralj Dahana († 1363)
- Dafydd ap Gwilym, valeški pesnik († 1380)
- Gabriele Adorno, genovski dož († 1383)
- Inês de Castro, galicijska plemkinja, portugalska kraljica († 1355)
- Iolo Goch, valižanski pesnik, bard († 1398)
- John Barbour, škotski pesnik († 1395)
- John Hawkwood, angleški vojskovodja v službi Papeške države († 1394)
- Lalla, indijska hindujska pesnica in mistikinja († 1392)
- Ludvik I., neapeljski kralj († 1362)
- Mihael Panaret, grški (trapezuntski) kronist († 1390)
- Nagaču, mongolski politik in general († 1388)
- Nicolás Aymerich, španski dominikanec, teolog, papeški inkvizitor († 1399)
- Nissim ben Ruven, katalonski judovski učenjak († 1376)
- Oton Tarantinec, knez Taranta, vojvoda Braunschweig-Grubenhagna († 1398)
- Rudolf Lotarinški, vojvoda Zgornje Lorene († 1346)
- Valdemar IV., danski kralj († 1375)
- Viljem iz Wykehama, angleški kancler, škof Winchesterja († 1404)
- Vukašin Mrnjavčević, srbski sokralj († 1371)

## Smrti
- 1. marec - Ajurbarvada[7], mongolski veliki kan, kitajski cesar (* 1285)
- 5. maj - Peter iz Aspelta, nadškof Mainza (* 1245)
- 29. maj - Janez VIII. Aleksandrijski, koptski papež
- 20. julij - Ošin Kilikijski, kralj Kilikijske Armenije (* 1282)
- 12. oktober - Mihael IX. Paleolog, bizantinski cesar (* 1277)

Neznan datum
- Aaron ben Jožef iz Konstantinopla, karaitski judovski učenjak (* 1260)
- Filippo Tesauro, italijanski (neapeljski) slikar (* 1260)
- Godfrej Pariški, francoski kronist
- Henrik II., mejni grof Brandenburg-Stendala (* 1308)
- Kutb ud din Mubarak Šah, mameluški delhijski sultan
- Magnus Birgersson, švedski kronski princ
- Majta Kapak, inkovski kralj (* 1290)
- Margareta iz Castella, italijanska usmiljenka, svetnica (* 1287)
- Pietro de' Crescenzi, italijanski pravnik in agronom (* 1233)
- Riccoldo da Monte di Croce, italijanski dominikanec, misijonar, popotnik (* 1243)